# 린스파이어
린스파이어(Linspire)는 이전의 린도우즈(Lindows OS)로서 이름이 알려진 상용 운영체계이다. 린스파이어는 데비안 GNU/Linux와 우분투를 기반으로 제작되었다.
린스파이어는 린스파이어,inc에서 제작하였으며 집에서 사용하는 PC 사용자를 목표로 쉬운 사용법에 중점을 두어 만들어졌으며 가장 최근에 발표된 버전은 6.0으로 2007년 10월 10일 발표하였다. 하지만 2008년 7월 2일 린스파이어 Inc.가 Xandros사에 인수되면서 더 이상의 제품은 출시되지 않고 있다.

## 같이 보기
- 조린 OS